# Lieve Schatteman
Lieve Schatteman (Lede, 17 augustus 1932) is een Belgische schrijfster en illustratrice. Zij werkt onder het pseudoniem Lie.
Schatteman groeide op in een gezin met drie kinderen. Haar vader schilderde. Ze volgde een studie Sierkunsten in Brussel en ging nadien lesgeven op een middelbare school in Dilbeek. In 1958 trouwde zij, en vanwege de te grote afstand tot de school besloot zij haar werk als docente stop te zetten.
Schatteman begon vanaf 1950 tekeningen te publiceren in De Linie, De Bond en Deze Tijd. Ze stelde in de jaren vijftig en zestig cartoons tentoon op de Cartoonales in Tongeren en de Salons van de humor in Heist-aan-Zee, waar ze twee keer de Prijs van het Publiek won. Ze won eveneens de Prijs van het Publiek op de eerste Mechelse Muzekus.
Ze illustreerde ondertussen talrijke kinderboeken, waaronder de reeksen Honkie en Ponkie en Piet en Tom van Jac Linders. Ze publiceerde in 1964 haar eerste zelf geschreven kinderboek: Prins Oeki-Loeki, dat meteen bekroond op het Referendum van de Antwerpse Boekenbeurs. Een Duitse vertaling verscheen in 1966. Daarna volgden nog drie andere Oeki-Loeki-boeken. Begin jaren zestig tekende Lie overigens ook pauze-tekeningen voor het televisieprogramma Penelope.
In 1969 won ze de Provinciale Prijs van Oost-Vlaanderen voor haar jeugdroman Het meisje Sandrien. In 1970 werd dit boek ook nog bekroond op de Antwerpse Boekenbeurs.
In 1972 kreeg ze voor haar eerste twee Toetela-boeken (Jonas en Toetela en De wondere tocht van Jonas en Toetela) de Prijs voor het Kinderboek van de Provincie Oost-Vlaanderen. Het eerste werd in 1975 ook nog bekroond met de Interprovinciale Prijs voor Jeugdliteratuur. Ondertussen was ook reeds Toetela-3 verschenen: Van Jonas en Sofie... en Toetela natuurlijk.
Haar jeugdboek Prinses (1977) werd tevens in het Duits vertaald, en voor haar kinderroman Het grote feest (1978) bestonden vergevorderde plannen voor een verfilming, maar die vielen in het water door het plotse overlijden van producent-scenarist Jules-Marie Dumoulin.
In de jaren zeventig en tachtig publiceerde Schatteman bovendien geregeld geïllustreerde stukjes in de kinderkrant van De Standaard — onder meer Flapke, het dagboek van een hond (waarvan één jaargang in boekvorm gebundeld werd) — en kortverhalen voor volwassenen in De Bond en Eigen Aard. Ondertussen produceerde Lie voor uitgeverij Lannoo ook nog eens dertig jaar lang gelegenheidsgrafiek, van wenskaarten tot kalenders.
Schatteman is getrouwd met Louis Weynants. Het stel adopteerde drie kinderen.